# Нощни елфи (Warcraft)
Нощните елфи са една от расите населяващи измисления свят, в който се развива действието на компютърните игрите от серията Warcraft, създадени от компанията Blizzard Entertainment.
Те са първата раса, зародила се в Азерот. Нощните елфи са мистична раса с лилав оттенък на кожата, издължени уши, с изключителни познания в областта на мистицизма и Архаичните магии. В миналото нощните елфи се наричали – Kaldorei. По-късно след трагедията с кладенеца на вечността расата остава с названието нощни елфи загърбвайки старото наименование заради огромното количество загубени знания. Малко след това фракция от тях се отцепва в търсене на изгубените познания и нови магии, неоткривани дотогава. Тази фракция се присъединява към тогавашния алианс за да помогнат на хората в изучаването на мистичното изкуство. Фракцията се сдобива с наименованието High Elfs (Върховни елфи) по простата причина че кожата им губи лилавия си оттенък поради дългия престой сред хората. По-късно в Warcraft 3:Reign of Chaos Undead(Немъртвите) унищожават техният Sunwell(Слънчев кладенец) и те загубват техният ресурс за магия от който зависи съществуването им. Те са поведени от техния владетел тогава Kael'Thas (Каел'Дас) към тъмния портал за намирането на нов източник на магия, от тогава последвалите Каел'Дас нарекли себе си Blood Elfs (Кървави елфи). По-късно елфите останали в Калимдор са призовани от велик пророк да се бият срещу The Burning Legion(Горящият легион) с помощта на хора и орки. По-късно те се съюзяват с хората и стават една фракция-Alliance (Съюз). Кървавите елфи по-късно се появяват в Burning Crusade от фракцията на The Horde (Oрдата).
Класовете, между които играчът може да избира са: Warrior, Priest, Druid, Hunter, Rogue, DeathKnight и Mage, които бе въведен в Cataclysm.